# Гриб, Владимир Емельянович
Владимир Емельянович Гриб (1911—1991) — советский геолог, лауреат Сталинской премии (1951).

## Биография
Родился в 1911 году в деревне Самохваловичи Минского уезда Минской губернии.
Окончил Ленинградский государственный университет (1938) и аспирантуру, кандидат геолого-минералогических наук (1941).
В 1941—1946 — годах служил в РККА, участник Великой Отечественной войны, капитан интендантской службы. 
- 1946—1947 — начальник геолого-поисковой партии в Ферганской области (Араванская, Исфанинская, Наукатская, Сулюктинская, Ходжентская, Шорсинская свиты), старший научный сотрудник ВИМС;
- 1947—1949 — начальник геологоразведочной экспедиции в г. Яхимов (Чехословакия),
- 1949—1951 —  главный геолог рудоуправления;
- 1951—1955 —  директор рудников в Бухово (Болгария);
- 1955—1958 —  член Китайско-советской постоянной комиссии КНР (советник по поиску и разведке урановых руд);
- 1959—1978 — главный инженер 1-го ГГРУ Министерства геологии СССР
- 1979—1988 —  ведущий инженер в отделе организации труда и заработной платы Всесоюзного геологического объединения (Москва).

Руководил поисками урановых руд на территории Чехословакии, Болгарии и Китая.

## Признание
- Сталинская премия первой степени (1951) — за открытие, разведку и промышленное освоение новых рудных районов и месторождений урана в Чехословакии с массовым применением скоростных методов проходки горных выработок.
- орден Красной Звезды (30.9.1944)
- орден Отечественной войны II степени (6.4.1985)
- орден Ленина (1949)